# Петров, Александр Михайлович (священник)
Алекса́ндр Миха́йлович Петро́в (13 (25) февраля 1891, Санкт-Петербург — 17 августа 1942, Красногвардейск) — священнослужитель Русской православной церкви, протоиерей.

## Биография
Родился в семье служащего Министерства финансов. Окончил 6-ю Санкт-Петербургскую гимназию. В 1911—1913 годах обучался в Санкт-Петербургском Императорском университете, а в 1913—1917 годах — в Петроградской духовной академии, которую окончил со степенью кандидата богословия. В 1917—1919 годах преподавал в Лиговском коммерческом училище и заведовал 2-й единой трудовой школой.
Рукоположен в 1919 году во священники и с 1929 года служил в Преображенской церкви города Урицка. 29 января 1930 года был арестован по обвинению в контрреволюционной деятельности. Однако следствие обвинение не подтвердило и священник был освобожден 8 марта 1930 года. Проживал в Урицке. При массовых арестах духовенства Ленинграда в ходе Большого террора о. Александр 17 декабря 1937 года был перемещён к Иоанно-Предтеченской церкви на Каменном острове. 15 марта 1938 года, в связи с подготовкой храма к закрытию, стал настоятелем Сампсониевского собора. Уже 25 марта, по той же причине, перешёл ключарём в Николо-Богоявленскоий собор. С 1940 года служил в Князь-Владимирском соборе Ленинграда.
В Великую Отечественную войну, после занятия Урицка 19 сентября 1941 года германскими войсками, оказался на оккупированной территории, был эвакуирован немцами с прифронтовой территории в город Красногвардейск, где с октября стал настоятелем Павловского собора и благочинным. 3 августа 1942 года был арестован гестапо по доносу, как «агент НКВД». Через две недели, 17 августа 1942 года был расстрелян в Гатчинском парке.